# Стипендія Моніки Зеттерлунд
Стипендію Моніки Зеттерлунд (швед. Monica Zetterlund-stipendiet) присуджують щороку, починаючи з 2006 року, Меморіальним фондом Моніки Зеттерлунд як заохочення шведських музикантів та артистів, що працюють у дусі видатної співачки. Премію присуджують у двох категоріях: визнані виконавці та перспективні початківці. Крім того, у 2012 році було посмертно вручено спеціальну нагороду Лені Ниман. Розмір стипендій був різним у різні роки. Так у 2008 році лауреат номінації «Визнані виконавці» отримав 40 тисяч шведських крон, а початківець лише 20 тисяч, тоді як у 2012 році обидві категорії стипендіатів отримали по 30 тисяч крон.

## Премія визнаним виконавцям
- 2006 Анн-Крістін Гедмарк
- 2007 Бернт Розенгрен та Ульф Андерссон
- 2008 Сванте Турессон[2]
- 2009 Мета Роос[3]
- 2010 Руне Густафссон
- 2011 Ян Аллан
- 2012 Йоста Екман[1]

## Премія перспективним початківцям
- 2006 Ловіса Ліндквіст
- 2007 Салем Аль Факір
- 2008 Лісен Риландер
- 2009 Лена Сванберг та Густав Карлстрем
- 2010 Йоакім Бергстрем
- 2011 Марія Вінтер
- 2012 брати Агнас (Каспер, Конрад, Маурітц та Макс)[1]

## Спеціальний приз
- 2012 Лена Ниман[1]